# Torsten Rellensmann
Torsten Rellensmann (Dortmund, 27 de diciembre de 1962) es un deportista alemán que compitió para la RFA en ciclismo en la modalidad de pista. Ganó una medalla de bronce en el Campeonato Mundial de Ciclismo en Pista de 1989, en la ptrueba de medio fondo.

## Medallero internacional
| Campeonato Mundial | Campeonato Mundial | Campeonato Mundial | Campeonato Mundial |
| Año                | Lugar              | Medalla            | Competición        |
| ------------------ | ------------------ | ------------------ | ------------------ |
| 1989               | Lyon (Francia)     | Medalla de bronce  | Medio fondo (P)    |